# Code d'instruction criminelle (Belgique)
Pour les autres articles nationaux ou selon les autres juridictions, voir Code d'instruction criminelle.
Lire en ligne

http://www.droitbelge.be/codes.asp#ins

Le Code d'instruction criminelle belge est le code de procédure pénale en vigueur en Belgique.